# Winsford (Somerset)
Winsford ist ein Ort mit 270 Einwohnern, 16 km südwestlich von Minehead in der englischen Grafschaft Somerset innerhalb des Exmoor-Nationalparks. In der Nähe des Ortes befinden sich Grabanlagen aus der Bronzezeit und ein Menhir, der wahrscheinlich aus dem 5. Jahrhundert stammt und erstmals 1219 erwähnt wurde. Der Ort selbst wird im Domesday-Buch aus dem Jahr 1085 erwähnt.
Der Labour-Politiker Ernest Bevin wurde 1881 in Winsford geboren. Der Psychologe Charles Samuel Myers starb dort 1946.
1967 eröffnete der deutsche Nutzfahrzeughersteller Magirus-Deutz in Winsford seine Importniederlassung für ganz Großbritannien. Dort wurde mit dem Typ 232D30 auch der erste vierachsige Lkw der Marke Magirus-Deutz entwickelt, der später in die Serienfertigung übernommen wurde. 
Der 2014 erschienene Roman von Håkan Nesser "Die Lebenden und Toten von Winsford" spielt in der südenglischen Heidelandschaft in und um Winsford.

## Galerie

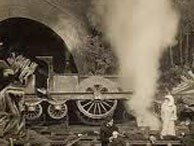
Kesselzerknall einer Lokomotive der London and North Western Railway in Winsford 1881
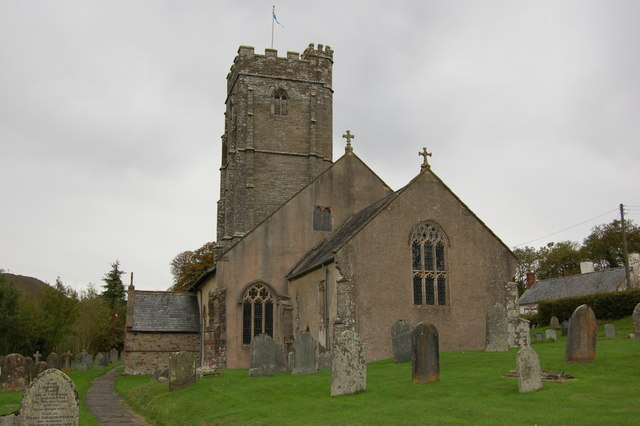
Kirche
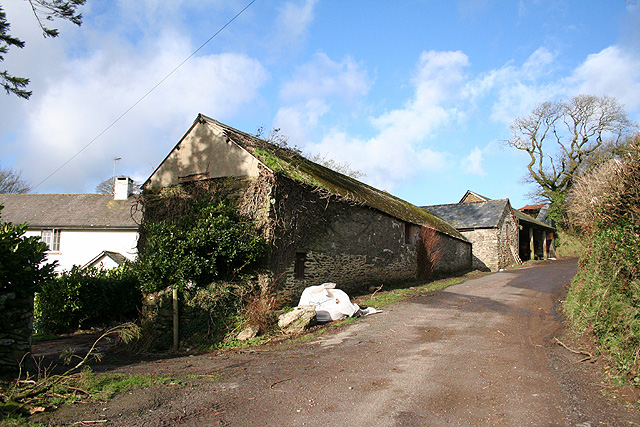
Bauernhof Leigh An Exmoor
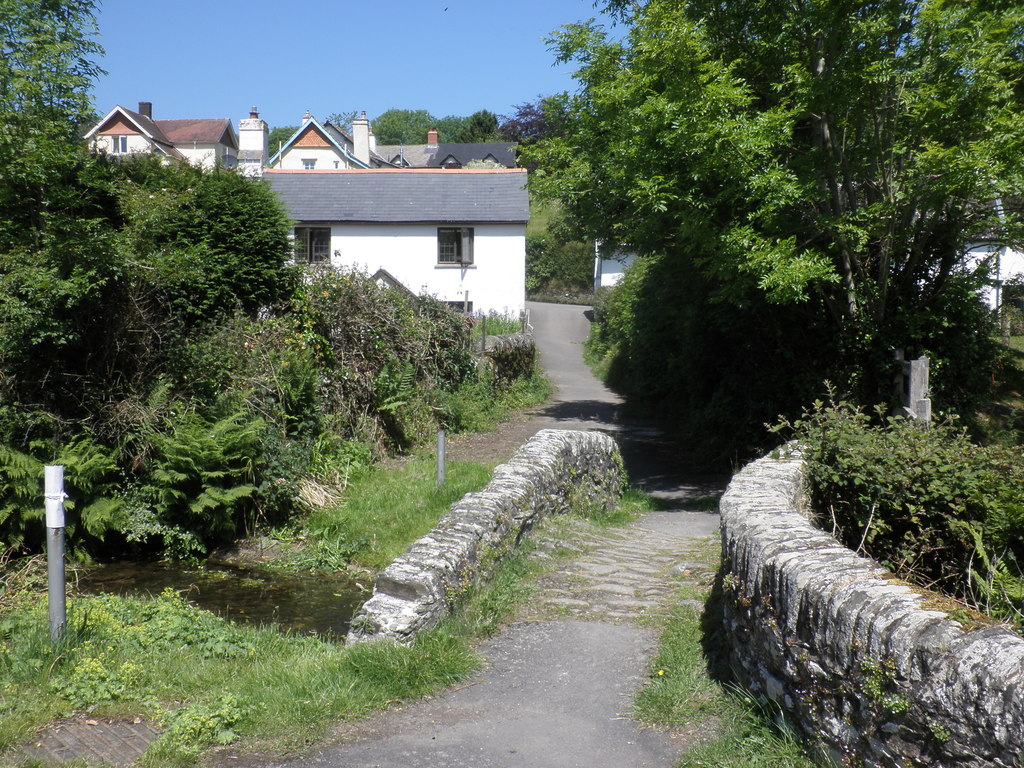
Packpferdbrücke